# Campeonato Gaúcho de Futebol de 2002 - Série A
O Campeonato Gaúcho de Futebol de 2002, foi a 82ª edição da competição no Estado do Rio Grande do Sul. A disputa teve início em 13 de janeiro e o término em 2 de junho de 2002. Grêmio, Internacional, Juventude e Pelotas não participaram da 1° fase do campeonato entrando na 2° fase, pois estavam participando da Copa Sul-Minas.

## Participantes
| Caxias (Caxias do Sul) - 41ª            |
| Guarani-VA (Venâncio Aires) - 12ª       |
| Passo Fundo (Passo Fundo) - 24ª         |
| 15 de Novembro (Campo Bom) - 8ª         |
| Santa Cruz (Santa Cruz do Sul) - 33ª    |
| Santo Ângelo (Santo Ângelo) - 13ª       |
| São José-PoA (Porto Alegre) - 18ª       |
| São Luiz (Ijuí) - 16ª                   |
| Veranópolis (Veranópolis) - 9ª          |
| Palmeirense (Palmeira das Missões) - 5ª |
| São Gabriel (São Gabriel) - 2ª          |
| São Paulo (Rio Grande) - 28ª            |
| Pelotas (Pelotas) - 46ª                 |
| Grêmio (Porto Alegre) - 60ª             |
| Internacional (Porto Alegre) - 58ª      |
| Juventude (Caxias do Sul) - 40ª         |
| Esportivo (Bento Gonçalves) - 32ª       |

Classificados para 2ª fase
- São Gabriel (Campeão do 1º Turno)
- Guarani (Venâncio Aires) (Campeão do 2º Turno)
- 15 de Novembro (2º classificação-geral)
- Esportivo (3º classificação-geral)

## Números
- Participantes:17
- Jogos:170
- Gols:498
- Principais artilheiros:
  - 20 Gols Sandro Sotilli (15 Novembro)
  - 17 Gols Ernestina (Esportivo)
  - 13 Gols Gustavo (São Gabriel)
  - 9 Gols João Pedro (São Gabriel)
  - 8 Gols Lela (Esportivo)
- Maior goleada:18 de abril de 2002 São Luiz 6x1 São Paulo 19 de         Outubro(Ijuí)
- Melhor ataque:15 de Novembro 58 Gols
- Melhor defesa:Internacional 3 Gols

## Fórmula
1ª fase
A 1ª Fase do Gauchão será disputada por 13 clubes que jogam entre si em turno e returno. Em cada turno o clube que somar mais pontos será o campeão e garante vaga na segunda fase. Além dos campeões, classificam-se também outros dois clubes com melhor pontuação na classificação geral.
2ª fase
Estão em disputa nesta fase os quatro clubes classificados na 1ª fase, mais Grêmio, Juventude, Internacional e Pelotas, que  estavam disputando a Copa Sul-Minas. Estão agrupados em duas chaves de quatro clubes cada. Jogam dentro das chaves somente em ida. Apenas o primeiro de cada chave garante vaga na final do campeonato.
Final
Os dois finalistas jogam partidas de ida e volta, para se definir o campeão Gaúcho.
Rebaixamento
O último colocado na classificação geral será rebaixado para a Segunda Divisão.
Critérios de desempate
1. Maior nº de vitórias;
2. Maior saldo de gols;
3. Maior nº de gols pró;
4. Jogo Extra;
5. Sorteio.

## Primeira fase

### Primeiro turno
1ª Rodada
13/01/2002 - Domingo
Esportivo 4x2 Veranópolis   Montanha
Passo Fundo 2x0 Palmeirense   Vermelhão da Serra
São José-PA 1x3 São Gabriel   Passo D'Areia
14/01/2002 - Segunda-feira
15 de Novembro 4x0 São Paulo   Sady Schmidt
Guarani         0x0 São Luiz   Edmundo Feix
2ª Rodada
20/01/2002 - Domingo
São Luiz 4x1 Esportivo   19 de Outubro
Veranópolis 3x0 Passo Fundo   Antônio D Farina
São Gabriel 1x2 15 de Novembro   Sílvio F Corrêa
Palmeirense 2x1 São José-PA   Luciano F Martins
21/01/2002 - Segunda-feira
São Paulo 2x1 Santo Ângelo   Aldo Dapuzzo
3ª Rodada
24/01/2002 - Quinta-feira
Santo Ângelo 2x1 São Gabriel   Zona Sul
Passo Fundo 0x0 São Luiz   Vermelhão da Serra
São José-PA 2x0 Veranópolis   Passo D'Areia
Esportivo 0x0 Guarani   Montanha
15 de Novembro 2x1 Palmeirense   Sady Schmidt
Santa Cruz 1x0 São Paulo   Plátanos
4ª Rodada
27/01/2002 - Domingo
Caxias         1x2 São Gabriel   Centenário
Passo Fundo 1x2 Esportivo   Vermelhão da Serra
São José-PA 5x1 Guarani           Passo D'Areia
28/01/2002 - Segunda-feira
15 de Novembro 3x0 São Luiz   Sady Schmidt
Santa Cruz 4x1 Palmeirense   Plátanos
5ª Rodada
30/01/2002 - Quarta-feira
São Paulo 0x2 Caxias           Aldo Dapuzzo
31/01/2002 - Quinta-feira
Veranópolis 0x1 15 de Novembro   Antônio D Farina
São Gabriel 2x1 Santa Cruz   Sílvio F Corrêa
Palmeirense 0x2 Santo Ângelo   Luciano F Martins
São Luiz 1x2 São Gabriel   19 de Outubro
Guarani         1x2 Passo Fundo   Edmundo Feix
6ª Rodada
02/02/2002 - Sábado
São Gabriel 3x1 São Paulo   Sílvio F Corrêa
São Luiz 2x1 Santo Ângelo   19 de Outubro
Palmeirense 0x2 Caxias           Luciano F Martins
Veranópolis 1x3 Santa Cruz   Antônio D Farina
04/02/2002 - Segunda-feira
Guarani         1x1 15 de Novembro   Edmundo Feix
Esportivo 3x0 São José-PA   Montanha
7ª Rodada
07/02/2002 - Quinta-feira
Santa Cruz 1x2 São Luiz   Plátanos
São José-PA 1x2 Passo Fundo   Passo D'Areia
15 de Novembro 3x0 Esportivo   Sady Schmidt
08/02/2002 - Sexta-feira
Caxias 1x2 Veranópolis   Centenário
São Paulo 3x1 Palmeirense   Aldo Dapuzzo
09/02/2002 - Sábado
Santo Ângelo 4x0 Guarani   Zona Sul
Jogo adiado da 1ª Rodada
14/02/2002 - Quinta-feira
Caxias         2x0 Santo Ângelo   Centenário
8ª Rodada
17/02/2002 - Domingo
Veranópolis 1x0 São Paulo   Antônio D Farina
Palmeirense 3x2 São Gabriel   Luciano F Martins
São Luiz 2x0 Caxias           19 de Outubro
Esportivo 2x0 Santo Ângelo   Montanha
Passo Fundo 3x1 15 de Novembro   Vermelhão da Serra
18/02/2002 - Segunda-feira
Guarani 0x0 Santa Cruz   Edmundo Feix
9ª Rodada
21/02/2002 - Quinta-feira
São Paulo 1x1 São Luiz   Aldo Dapuzzo
15 de Novembro 1x0 São José-PA   Sady Schmidt
Santa Cruz 1x0 Esportivo   Plátanos
Caxias         3x1 Guarani           Centenário
Santo Ângelo 2x0 Passo Fundo   Zona Sul
São Gabriel 1x0 Veranópolis   Sílvio F Corrêa
10ª Rodada
24/02/2002 - Domingo
Esportivo 1x0 Caxias           Montanha
Guarani         2x2 São Paulo   Edmundo Feix
São Luiz 2x1 São Gabriel   19 de Outubro
Veranópolis 1x1 Palmeirense   Antônio D Farina
Passo Fundo 0x2 Santa Cruz   Vermelhão da Serra
25/02/2002 - Segunda-feira
São José-PA 0x0 Santo Ângelo   Passo D'Areia
11ª Rodada
28/02/2002 - Quinta-feira
São Paulo 2x3 Esportivo   Aldo Dapuzzo
Santo Ângelo 3x1 15 de Novembro   Zona Sul
Palmeirense 0x2 São Luiz   Luciano F Martins
Santa Cruz 2x2 São José-PA   Plátanos
São Gabriel 1x0 Guarani           Sílvio F Corrêa
Caxias 1x1 Passo Fundo   Centenário
12ª Rodada
03/03/2002 - Domingo
São Luiz 0x0 Veranópolis   19 de Outubro
Esportivo 0x1 São Gabriel   Montanha
Passo Fundo 1x0 São Paulo   Vermelhão da Serra
04/03/2002 - Segunda-feira
São José-PA 4x1 Caxias           Passo D'Areia
15 de Novembro 4x4 Santa Cruz   Sady Schmidt
Guarani 1x2 Palmeirense   Edmundo Feix
Jogo adiado da 2ª Rodada
07/03/2002 - Quarta-feira
Caxias         1x0 Santa Cruz   Centenário
Jogo adiado da 4ª Rodada
07/03/2002 - Quarta-feira
Veranópolis 3x1 Santo Ângelo   Antônio D Farina
13ª Rodada
10/03/2002 - Domingo
São Gabriel 5x1 Passo Fundo   Sílvio F Corrêa
Palmeirense 1x2 Esportivo   Luciano F Martins
São Paulo 1x0 São José-PA   Aldo Dapuzzo
Veranópolis 2x2 Guarani           Antônio D Farina
Caxias         3x3 15 de Novembro   Centenário
11/03/2002 - Segunda-feira
Santa Cruz 4x1 Santo Ângelo   Plátanos

#### Classificação do 1º turno
| Classificação | Classificação  | Classificação | Classificação | Classificação | Classificação | Classificação | Classificação | Classificação | Classificação |
| Time | Time           | PG            | J             | V             | E             | D             | GP            | GC            | SG            |
| --- | -------------- | ------------- | ------------- | ------------- | ------------- | ------------- | ------------- | ------------- | ------------- |
| 1 | São Gabriel    | 24            | 12            | 8             | 0             | 4             | 23            | 14            | 9             |
| 2 | 15 de novembro | 24            | 12            | 7             | 3             | 2             | 26            | 16            | 10            |
| 3 | Esportivo      | 22            | 12            | 7             | 1             | 4             | 18            | 15            | 3             |
| 4 | São Luiz       | 22            | 12            | 6             | 4             | 2             | 16            | 10            | 6             |
| 5 | Santa Cruz     | 21            | 12            | 6             | 3             | 3             | 23            | 14            | 9             |
| 6 | Caxias         | 17            | 12            | 5             | 2             | 5             | 17            | 16            | 1             |
| 7 | Passo Fundo    | 17            | 12            | 5             | 2             | 5             | 13            | 18            | -5            |
| 8 | Santo Ângelo   | 16            | 12            | 5             | 1             | 6             | 17            | 17            | 0             |
| 9 | Veranópolis    | 15            | 12            | 4             | 3             | 5             | 15            | 16            | -1            |
| 10 | São José-POA   | 14            | 12            | 4             | 2             | 6             | 18            | 17            | 1             |
| 11 | São Paulo      | 11            | 12            | 3             | 2             | 7             | 12            | 20            | -8            |
| 12 | Palmeirense    | 10            | 12            | 3             | 1             | 8             | 12            | 24            | -12           |
| 13 | Guarani        | 6             | 12            | 0             | 6             | 6             | 9             | 22            | -13           |
| PG – Pontos ganhos; J – Jogos; V - Vitórias; E - Empates; D - Derrotas; GP – Gols pró; GC – Gols contra; SG – Saldo de gols |                |               |               |               |               |               |               |               |               |

- São Gabriel sagrou-se campeão do Primeiro Turno *

### Segundo turno
1ª Rodada
17/03/2002 - Domingo
São Luiz 3x3 Guarani           19 de Outubro
Veranópolis 0x3 Esportivo   Antônio D Farina
Palmeirense 0x3 Passo Fundo   Luciano F Martins
São Gabriel 1x0 São José-PA   Sílvio F Corrêa
Santo Ângelo 2x1 Caxias           Zona Sul
18/03/2002 - Segunda-feira
São Paulo 1x3 15 de Novembro   Aldo Dapuzzo
2ª Rodada
21/03/2002 - Quarta-feira
15 de Novembro 1x1 São Gabriel   Sady Schmidt
Esportivo 2x0 São Luiz   Montanha
Passo Fundo 1x1 Veranópolis   Vermelhão da Serra
São José-PA 1x0 Palmeirense   Passo D'Areia
Santo Ângelo 4x0 São Paulo   Zona Sul
Santa Cruz 0x0 Caxias           Plátanos
3ª Rodada
24/03/2002 - Domingo
São Paulo 1x2 Santa Cruz   Aldo Dapuzzo
São Gabriel 2x0 Santo Ângelo   Sílvio F Corrêa
Veranópolis 2x1 São José-PA   Antônio D Farina
São Luiz 1x0 Passo Fundo   19 de Outubro
Guarani         2x0 Esportivo   Edmundo Feix
Palmeirense 0x2 15 de Novembro   Luciano F Martins
4ª Rodada
28/03/2002 - Quarta-feira
Santa Cruz 0x2 São Gabriel   Plátanos
Santo Ângelo 2x0 Palmeirense   Zona Sul
Passo Fundo 1x2 Guarani           Vermelhão da Serra
São José-PA 0x0 São Luiz   Passo D'Areia
15 de Novembro 2x2 Veranópolis   Sady Schmidt
Caxias         1x0 São Paulo   Centenário
5ª Rodada
31/03/2002 - Domingo
São Luiz 2x3 15 de Novembro   19 de Outubro
Esportivo 4x1 Passo Fundo   Montanha
São Gabriel 1x1 Caxias           Sílvio F Corrêa
Palmeirense 1x0 Santa Cruz   Luciano F Martins
Guarani         4x1 São José-PA   Edmundo Feix
Santo Ângelo 5x1 Veranópolis   Zona Sul
6ª Rodada
06/04/2002 - Sábado
São José-PA 2x0 Esportivo   Passo D'Areia
07/04/2002 - Domingo
São Paulo 0x0 São Gabriel   Aldo Dapuzzo
Caxias         5x1 Palmeirense   Centenário
15 de Novembro 0x2 Guarani           Sady Schmidt
Santa Cruz 2x0 Veranópolis   Plátanos
Santo Ângelo 0x0 São Luiz   Zona Sul
7ª Rodada
11/04/2002 - Quinta-feira
Passo Fundo 4x0 São José-PA   Vermelhão da Serra
Esportivo 2x1 15 de Novembro   Montanha
Palmeirense 1x0 São Paulo   Luciano F Martins
Guarani         2x1 Santo Ângelo   Edmundo Feix
São Luiz 5x2 Santa Cruz   19 de Outubro
Veranópolis 0x1 Caxias           Antônio D Farina
8ª Rodada
14/04/2002 - Domingo
São Gabriel 2x0 Palmeirense   Sílvio F Corrêa
15 de Novembro 3x0 Passo Fundo   Sady Schmidt
São Paulo 2x2 Veranópolis   Aldo Dapuzzo
Santo Ângelo 2x1 Esportivo   Zona Sul
Caxias 3x2 São Luiz   Centenário
15/04/2002 - Segunda-feira
Santa Cruz 1x1 Guarani           Plátanos
9ª Rodada
18/04/2002 - Quinta-feira
Esportivo 4x3 Santa Cruz   Montanha
São Luiz 6x1 São Paulo   19 de Outubro
Guarani 0x1 Caxias           Edmundo Feix
Veranópolis 1x2 São Gabriel   Antônio D Farina
Passo Fundo 1x3 Santo Ângelo   Vermelhão da Serra
São José-PA 3x2 15 de Novembro   Passo D'Areia
10ª Rodada
21/04/2002 - Domingo
Santo Ângelo 2x3 São José-PA   Zona Sul
Caxias 3x0 Esportivo   Centenário
São Paulo 0x1 Guarani           Aldo Dapuzzo
Palmeirense 2x1 Veranópolis   Luciano F Martins
São Gabriel 1x0 São Luiz   Sílvio F Corrêa
22/04/2002 - Segunda-feira
Santa Cruz 0x2 Passo Fundo   Plátanos
11ª Rodada
25/04/2002 - Quinta-feira
Guarani 2x1 São Gabriel   Edmundo Feix
São Luiz 1x1 Palmeirense   19 de Outubro
Passo Fundo 4x1 Caxias   Vermelhão da Serra
São José-PA 1x0 Santa Cruz   Passo D'Areia
Esportivo 5x2 São Paulo   Montanha
15 de Novembro 2x2 Santo Ângelo   Sady Schmidt
12ª Rodada
28/04/2002 - Domingo
Santa Cruz 0x2 15 de Novembro   Plátanos
Caxias 2x1 São José-PA   Centenário
Veranópolis 4x1 São Luiz   Antônio D Farina
São Paulo 3x1 Passo Fundo   Aldo Dapuzzo
Palmeirense 1x2 Guarani   Luciano F Martins
São Gabriel 3x1 Esportivo   Sílvio F Corrêa
13ª Rodada
01/05/2002 - Quarta-feira
Santo Ângelo 2x2 Santa Cruz   Zona Sul
Guarani 1x1 Veranópolis   Edmundo Feix
15 de Novembro 2x1 Caxias   Sady Schmidt
Esportivo 2x1 Palmeirense   Montanha
São José-PA 2x1 São Paulo   Passo D'Areia
Passo Fundo 4x4 São Gabriel   Vermelhão da Serra

#### Classificação do 2º turno
CLASSIFICAÇÃO    PG  J   V  E  D  GP  GC  S
1º   Guarani              27  12  8  3  1  22  11  11
2º   São Gabriel        25  12  7  4  1  20  10  10
3º   Caxias                23  12  7  2  3  20  13  7
4º   Esportivo            21  12  7  0  5  24  20  4
5º   Santo Ângelo     21  12  6  3  3  25  15  10
6º  15 de Novembro 21  12  6  3  3  23 16  7
7º   São José-PA      19  12  6  1  5  15 18  -3
8º   Passo Fundo      14  12  4  2  6  22 22  0
9º   São Luiz             13  12  3  4  5  21 20  1
10º  Palmeirense      10  12  3  1  8  8 21  -13
11º  Veranópolis       10  12  2  4  6  15 23  -8
12º Santa Cruz          9   12  2  3  7  12 21  -9
13º São Paulo            5   12  1  2  9  11 28  -17
- Guarani sagrou-se campeão do Segundo Turno *

### Classificação final da primeira fase
| Classificação | Classificação  | Classificação | Classificação | Classificação | Classificação | Classificação | Classificação | Classificação | Classificação |
| Time | Time           | PG            | J             | V             | E             | D             | GP            | GC            | SG            |
| --- | -------------- | ------------- | ------------- | ------------- | ------------- | ------------- | ------------- | ------------- | ------------- |
| 1 | São Gabriel    | 49            | 24            | 15            | 4             | 5             | 43            | 24            | 19            |
| 2 | 15 de novembro | 45            | 24            | 13            | 6             | 5             | 49            | 32            | 17            |
| 3 | Esportivo      | 43            | 24            | 14            | 1             | 9             | 42            | 35            | 7             |
| 4 | Caxias         | 40            | 24            | 12            | 4             | 8             | 37            | 29            | 8             |
| 5 | Santo Ângelo   | 37            | 24            | 11            | 4             | 9             | 42            | 32            | 10            |
| 6 | São Luiz       | 35            | 24            | 9             | 8             | 7             | 37            | 30            | 7             |
| 7 | São José       | 33            | 24            | 10            | 3             | 11            | 33            | 35            | -2            |
| 8 | Guarani        | 33            | 24            | 8             | 9             | 7             | 31            | 33            | -2            |
| 9 | Passo Fundo    | 31            | 24            | 9             | 4             | 11            | 35            | 40            | -5            |
| 10 | Santa Cruz     | 30            | 24            | 8             | 6             | 10            | 35            | 35            | 0             |
| 11 | Veranópolis    | 25            | 24            | 6             | 7             | 11            | 30            | 39            | -9            |
| 12 | Palmeirense    | 20            | 24            | 6             | 2             | 16            | 20            | 45            | -25           |
| 13 | São Paulo      | 16            | 24            | 4             | 4             | 16            | 23            | 48            | -25           |
| PG – Pontos ganhos; J – Jogos; V - Vitórias; E - Empates; D - Derrotas; GP – Gols pró; GC – Gols contra; SG – Saldo de gols |                |               |               |               |               |               |               |               |               |

## Segunda fase
1ª Rodada
18/05/2002 - Sábado
15 de Novembro 4x2 Grêmio   Sady Schmidt
19/05/2002 - Domingo
São Gabriel 2x1 Esportivo   Sílvio F Corrêa
Juventude 0x1 Internacional   Alfredo Jaconi
Guarani         3x1 Pelotas           Edmundo Feix
2ª Rodada
22/05/2002 - Quarta-feira
Internacional 0x0 Esportivo   Beira Rio
Juventude 2x1 São Gabriel   Alfredo Jaconi
23/05/2002 - Quinta-feira
Grêmio 0x0 Pelotas           Olímpico
15 de Novembro 2x1 Guarani           Sady Schmidt
3ª Rodada
26/05/2002 - Domingo
Esportivo 2x4 Juventude   Montanha
São Gabriel 1x3 Internacional   Sílvio F Corrêa
Pelotas 2x1 15 de Novembro   Boca do Lobo
Guarani 0x1 Grêmio   Edmundo Feix

### Classificação final da 2ª fase
| Classificação | Classificação | Classificação | Classificação | Classificação | Classificação | Classificação | Classificação | Classificação | Classificação |
| Grupo 1 | Grupo 1       | PG            | J             | V             | E             | D             | GP            | GC            | SG            |
| --- | ------------- | ------------- | ------------- | ------------- | ------------- | ------------- | ------------- | ------------- | ------------- |
| 1 | Internacional | 7             | 3             | 2             | 1             | 0             | 4             | 1             | 3             |
| 2 | Juventude     | 6             | 3             | 2             | 0             | 1             | 6             | 4             | 2             |
| 3 | São Gabriel   | 3             | 3             | 1             | 0             | 2             | 4             | 6             | -2            |
| 4 | Esportivo     | 1             | 3             | 0             | 1             | 2             | 3             | 6             | -3            |
| PG – Pontos ganhos; J – Jogos; V - Vitórias; E - Empates; D - Derrotas; GP – Gols pró; GC – Gols contra; SG – Saldo de gols |               |               |               |               |               |               |               |               |               |

| Classificação | Classificação  | Classificação | Classificação | Classificação | Classificação | Classificação | Classificação | Classificação | Classificação |
| Grupo 2 | Grupo 2        | PG            | J             | V             | E             | D             | GP            | GC            | SG            |
| --- | -------------- | ------------- | ------------- | ------------- | ------------- | ------------- | ------------- | ------------- | ------------- |
| 1 | 15 de novembro | 6             | 3             | 2             | 0             | 1             | 7             | 5             | 2             |
| 2 | Grêmio         | 4             | 3             | 1             | 1             | 1             | 3             | 4             | -1            |
| 3 | Pelotas        | 4             | 3             | 1             | 1             | 1             | 3             | 4             | -1            |
| 4 | Guarani        | 3             | 3             | 1             | 0             | 2             | 4             | 4             | 0             |
| PG – Pontos ganhos; J – Jogos; V - Vitórias; E - Empates; D - Derrotas; GP – Gols pró; GC – Gols contra; SG – Saldo de gols |                |               |               |               |               |               |               |               |               |

- O primeiro de cada grupo passa para a Final *

## Final

### 1º Jogo
| 29 de maio - Quarta-feira | 15 de Novembro | 2 - 3 | Internacional                             | Sady Schmidt                        |
|                           | Cléber 42' 65' |       | Diogo Rincón 1' · Fernando Baiano 54' 75' | Árbitro: Alexandre Lourenço Barreto |

- Cartões Amarelos: Arílson, Marcão, Fábio Braz, Carazinho, Ronaldo e Cássio
- 15 de Novembro: Márcio, Borges Neto, Fábio Braz, Lúcio Surubim e Josicler; Marcão (Arílson), Massey, Rivelino (Maico) e Cléber (Paulo Leandro); Carazinho e Sandro Sotilli. Técnico: Flávio Campos.
- Internacional: Clemer, Ameli, Júnior Baiano e Ronaldo; Claiton, Alexandre, Fabiano Costa, Carlos Miguel (Fábio Pinto) e Cássio; Diogo Rincón (Márcio Guerreiro) e Fernando Baiano (M.Librelato). Técnico: Guto Ferreira.

### 2º Jogo
| 02 de junho - Domingo | Internacional                           | 2 - 0 | 15 de Novembro | Beira-Rio                                |
|                       | Fábio Pinto 45+1' Fernando Baiano 90+3' |       |                | Público: 34,591 Árbitro: Leonardo Gaciba |

- Cartões Amarelos: Ronaldo e Josicler
- Internacional: Clemer, Júnior Baiano, Chris e Ronaldo; Claiton, Alexandre, Fabiano Costa (Leandro Guerreiro), Diogo Rincón (Márcio Guerreiro) e Cássio; Fábio Pinto (Mahicon Librelato) e Fernando Baiano. Técnico: Guto Ferreira.
- 15 de Novembro: Márcio, Borges Neto, Fábio Braz, Lúcio Surubim e Josicler; Cléber Gaúcho (Maico), Massey, Rivelino (Arílson) e Cléber; Carazinho e Sandro Sotilli (Canela). Técnico: Flávio Campos.

## Colocação Final
| Pos. | Equipe         | Pts. | J  | V  | E | D  | GM | GS | SG  |
| ---- | -------------- | ---- | -- | -- | - | -- | -- | -- | --- |
| 1º   | Internacional  | 13   | 5  | 4  | 1 | 0  | 9  | 3  | 6   |
| 2º   | 15 de Novembro | 51   | 29 | 15 | 6 | 8  | 58 | 42 | 16  |
| 3º   | São Gabriel    | 52   | 27 | 16 | 4 | 7  | 47 | 30 | 17  |
| 4º   | Esportivo      | 44   | 27 | 14 | 2 | 11 | 45 | 41 | 4   |
| 5º   | Guarani        | 36   | 27 | 9  | 9 | 9  | 35 | 37 | -2  |
| 6º   | Juventude      | 6    | 3  | 2  | 0 | 1  | 6  | 4  | 2   |
| 7º   | Grêmio         | 4    | 3  | 1  | 1 | 1  | 3  | 4  | -1  |
| 8º   | Pelotas        | 4    | 3  | 1  | 1 | 1  | 3  | 4  | -1  |
| 9º   | Caxias         | 40   | 24 | 12 | 4 | 8  | 37 | 29 | 8   |
| 10º  | Santo Ângelo   | 37   | 24 | 11 | 4 | 9  | 42 | 32 | 10  |
| 11º  | São Luiz       | 35   | 24 | 9  | 8 | 7  | 37 | 30 | 7   |
| 12º  | São José-PA    | 33   | 24 | 10 | 3 | 11 | 33 | 35 | -2  |
| 13º  | Passo Fundo    | 31   | 24 | 9  | 4 | 11 | 35 | 40 | -5  |
| 14º  | Santa Cruz     | 30   | 24 | 8  | 6 | 10 | 35 | 35 | 0   |
| 15º  | Veranópolis    | 25   | 24 | 6  | 7 | 11 | 30 | 39 | -9  |
| 16º  | Palmeirense    | 20   | 24 | 6  | 2 | 16 | 20 | 45 | -25 |
| 17º  | São Paulo      | 16   | 24 | 4  | 4 | 16 | 23 | 48 | -25 |

## Campeão
| Campeonato Gaúcho de 2002          |
| Porto Alegre                       |
| ---------------------------------- |
| Internacional Campeão (34º título) |

## Campeão do Interior
| Campeão do Interior de 2002 |
| Campo Bom                   |
| --------------------------- |
| 15 de Campo Bom 1º título   |

## Segunda Divisão
Campeão: São José (Cachoeira do Sul)
Vice-campeão: Glória (Vacaria)

## Terceira Divisão
Campeão: Sport Club Ulbra
Vice-Campeão: Sapiranga (Sapiranga)